# Coupe Davis 2019
Pour un article plus général, voir Coupe Davis.
Navigation
Édition précédente Édition suivante
La Coupe Davis 2019 est la 108e édition de ce tournoi de tennis professionnel  masculin par nations. Les rencontres se déroulent du 1er février au 24 novembre dans différents lieux.
L'équipe d'Espagne rempote son 6e saladier d'argent grâce à sa victoire en finale face au Canada par deux victoires à zéro.

## Contexte
Cette édition est marquée par une refonte totale des règles de cette compétition après une réforme adoptée par la FIT le 16 août 2018, à Orlando, FL,.
La "phase finale" de l'édition 2019 de la Coupe Davis met aux prises 18 équipes sélectionnées en fonction de leurs résultats durant l'édition précédente ainsi que la phase qualificative de la présente édition :
- les nations demi-finalistes et les invitées, exemptées de phase qualificative (1re ligne),
- les nations ayant remporté leur match de qualification (2e et 3e lignes).

| Phase finale   |                |                 |                 |                      |                |
| Croatie (V)    | France (F)     | Espagne (DF)    | États-Unis (DF) | Grande-Bretagne (WC) | Argentine (WC) |
| Italie (QF)    | Allemagne (QF) | Kazakhstan (QF) | Belgique (QF)   | Pays-Bas (HF)        | Japon (HF)     |
| Australie (HF) | Canada (HF)    | Serbie (HF)     | Colombie (Gr I) | Russie (Gr I)        | Chili (Gr I)   |

Le tournoi se déroule en parallèle dans les groupes inférieurs des zones continentales, avec pour enjeu d'accéder au groupe supérieur. Un total de 132 nations participent à la compétition :
- 18 dans la "Phase finale",
- 23 dans la "Zone Amérique",
- 34 dans la "Zone Asie/Océanie",
- 57 dans la "Zone Afrique/Europe".

## Déroulement du tournoi

### Nouveautés
Phase qualificative
Chaque rencontre se déroule maintenant sur deux jours, toujours en cinq matchs (quatre simples et un double) mais au format deux sets gagnants.
De par à la refonte du format, le déroulement de la 1re phase qualificative de l'histoire de la compétition est inédit. Les nations qui appartenaient à l'ancienne version du "Groupe mondial" (utilisé depuis 1981) y participent (exception faite pour les deux nations invitées, qui accèdent directement à la phase finale). Elles affrontent les nations des "Groupe I" continentaux, sélectionnées en fonction de leur classement et non de leur résultat lors de l'édition précédente.
Phase finale
L'ensemble de la phase finale se déroule maintenant sur une semaine regroupant non plus seize mais dix-huit nations. Toutes les rencontres sont jouées dans un même lieu, c'est la fin du format domicile/extérieur sur trois jours avec des matchs en trois sets gagnants utilisé depuis la création de la compétition. Chaque rencontre se déroule maintenant sur une journée, en trois matchs seulement (deux simples et un double) au format deux sets gagnants.

### Phase finale
Cinq joueurs du top 10 sont présents : Rafael Nadal (no 1), Novak Djokovic (no 2), Matteo Berrettini (no 8), Roberto Bautista-Agut (no 9) et Gaël Monfils (no 10). Daniil Medvedev (no 5) déclare forfait pour fatigue tandis qu'Alexander Zverev (no 7) dispute des exhibitions en Amérique du Sud. Les pays de Roger Federer (no 3), Dominic Thiem (no 4) et Stéfanos Tsitsipás (n°6) ne sont pas qualifiés. On note la présence de l'ancien numéro 1 mondial Andy Murray pour la Grande-Bretagne. Six autres membres du top 20 participent à la phase finale, ainsi que les cinq premiers joueurs du classement de double dont la paire colombienne numéro 1 mondiale Juan Sebastián Cabal et Robert Farah.
On note les absences de l'Américain John Isner, du Japonais Kei Nishikori, convalescent depuis août, du Canadien Milos Raonic, blessé au dos, du Croate Marin Čilić, blessé au genou et du Français Lucas Pouille, blessé au coude droit.
La cérémonie d'ouverture se déroule dans un stade à moitié vide. Les rencontres de la phase de poules attirent également peu de spectateurs en dehors de celles de l'équipe d'Espagne.
Lors de la phase de poules, de nombreuses critiques sont émises concernant l'organisation du tournoi. Les matchs de double du soir se terminent à plusieurs reprises très tard (4 heures du matin pour le match entre les Américains et les Italiens). Le Canada, qualifié avant son match de double face aux États-Unis, déclare forfait, ce qui favorise son adversaire pour le classement des meilleurs deuxièmes. L'Australie, également qualifiée avant son match de double face à la Belgique, abandonne après 1 jeu.
L'équipe espagnole remporte à domicile sa sixième Coupe Davis (la première depuis 2011) en battant en finale le Canada. Rafael Nadal remporte ses cinq matchs en simple et trois en double. Roberto Bautista-Agut remporte quant à lui son match en finale, trois jours après la mort de son père.
L'Espagne remporte donc à domicile la 108e édition de la Coupe Davis. À l'issue du tournoi, Rafael Nadal est désigné meilleur joueur du tournoi.

## Résultats

### Phase qualificative

#### Résumé
La hiérarchie est basée sur le classement de la FIT en date du 29 octobre 2018.
La phase qualificative voit s'affronter les nations les mieux classées des "Groupe I" continentaux (six de la zone Europe/Afrique, trois de la zone Amérique et trois de la zone Asie/Océanie) face aux nations de l'ancien "Groupe mondial" (les quarts de finalistes et les vainqueurs des barrages de l'édition précédente).
La phase qualificative se déroule du 1er au 2 février. Les nations vainqueurs sont qualifiés pour la phase finale, les nations vaincues jouent leur maintien dans le groupe mondial I lors des barrages.
| Lieu       | Surface             | Hôtes            | Score | Visiteurs          |
| ---------- | ------------------- | ---------------- | ----- | ------------------ |
| Uberlândia | terre battue (int.) | Brésil           | 1 - 3 | Belgique (GM)      |
| Tachkent   | dur (int.)          | Ouzbékistan      | 2 - 3 | Serbie (GM)        |
| Adélaïde*  | dur (ext.)          | Australie** (GM) | 4 - 0 | Bosnie-Herzégovine |
| Calcutta   | gazon (ext.)        | Inde             | 1 - 3 | Italie (GM)        |
| Francfort  | dur (int.)          | Allemagne (GM)   | 5 - 0 | Hongrie            |
| Bienne     | dur (int.)          | Suisse** (GM)    | 1 - 3 | Russie             |
| Astana*    | dur (int.)          | Kazakhstan (GM)  | 3 - 1 | Portugal           |
| Ostrava    | dur (int.)          | Tchéquie (GM)    | 1 - 3 | Pays-Bas           |
| Bogota*    | terre battue (int.) | Colombie         | 4 - 0 | Suède (GM)         |
| Salzbourg  | terre battue (int.) | Autriche (GM)    | 2 - 3 | Chili              |
| Bratislava | terre battue (int.) | Slovaquie        | 2 - 3 | Canada (GM)        |
| Guangzhou  | dur (ext.)          | Chili            | 2 - 3 | Japon (GM)         |

* les équipes qui se rencontrent pour la 1re fois dans l'histoire de la compétition tirent au sort la nation qui reçoit.
** Deux des vainqueurs des barrages de l'édition précédente ayant été invités pour la phase finale (la Grande-Bretagne et l'Argentine), ils sont remplacés par les deux nations les mieux classées ayant perdu leur match de barrage (l'Australie et la Suisse).

### Phase finale
La phase finale se déroule du 18 au 24 novembre, sur dur (int.) dans la Caja Mágica à Madrid. Elle consiste en une phase de groupe suivie d'une phase à élimination directe.

#### Phase de groupe
Le tirage au sort comporte trois pots (deux nations du même pot ne peuvent pas se retrouver dans le même groupe). La répartition des pots est basée sur le classement FIT du 4 février 2019:
- Pot 1 :  France (1),  Croatie (2),  Argentine (3),  Belgique (4),  Grande-Bretagne (5) &  États-Unis (6).
- Pot 2 :  Espagne (7),  Serbie (8),  Australie (9),  Italie (10),  Allemagne (11) &  Kazakhstan (12).
- Pot 3 :  Canada (14),  Japon (17),  Colombie (18),  Pays-Bas (19),  Russie (21) &  Chili (22).

La phase de groupe se déroule du 18 au 21 novembre. Les vainqueurs de chaque groupe ainsi que les deux meilleurs deuxièmes sont qualifiés pour les quarts de finale. Concernant les matchs gagnés/perdus ainsi que les sets et jeux remportés/concédés, un abandon ou un forfait est comptabilisé comme une défaite 0-6, 0-6.
Groupe A
| # | Pays   | Renctr (V - D) | Matchs (V - D) | Sets (G - P) | Jeux (G - P) |
| - | ------ | -------------- | -------------- | ------------ | ------------ |
| 1 | Serbie | 2-0            | 5-1            | 10-2         | 72-50        |
| 2 | France | 1-1            | 3-3            | 6-7          | 67-66        |
| 3 | Japon  | 0-2            | 1-5            | 3-10         | 53-76        |

|  | Équipe 1 | Score | Équipe 2 |  |
|  | France   | 2 – 1 | Japon    |  |

| Ordre des matchs | Joueurs                               | Points au premier set | Points au second set | Points au troisième set |
| ---------------- | ------------------------------------- | --------------------- | -------------------- | ----------------------- |
| 1                | Jo-Wilfried Tsonga                    | 6                     | 6                    |                         |
| 1                | Yasutaka Uchiyama                     | 2                     | 1                    |                         |
|                  |                                       |                       |                      |                         |
| 2                | Gaël Monfils                          | 5                     | 2                    |                         |
| 2                | Yoshihito Nishioka                    | 7                     | 6                    |                         |
|                  |                                       |                       |                      |                         |
| 3                | Pierre-Hugues Herbert - Nicolas Mahut | 64                    | 6                    | 7                       |
| 3                | Ben McLachlan - Yasutaka Uchiyama     | 7                     | 4                    | 5                       |

|  | Équipe 1 | Score | Équipe 2 |  |
|  | Serbie   | 3 – 0 | Japon    |  |

| Ordre des matchs | Joueurs                           | Points au premier set | Points au second set | Points au troisième set |
| ---------------- | --------------------------------- | --------------------- | -------------------- | ----------------------- |
| 1                | Filip Krajinović                  | 6                     | 6                    |                         |
| 1                | Yuichi Sugita                     | 2                     | 4                    |                         |
|                  |                                   |                       |                      |                         |
| 2                | Novak Djokovic                    | 6                     | 6                    |                         |
| 2                | Yoshihito Nishioka                | 1                     | 2                    |                         |
|                  |                                   |                       |                      |                         |
| 3 (sans enjeu)   | Janko Tipsarević - Viktor Troicki | 7                     | 7                    |                         |
| 3 (sans enjeu)   | Ben McLachlan - Yasutaka Uchiyama | 65                    | 64                   |                         |

|  | Équipe 1 | Score | Équipe 2 |  |
|  | France   | 1 – 2 | Serbie   |  |

| Ordre des matchs | Joueurs                               | Points au premier set | Points au second set | Points au troisième set |
| ---------------- | ------------------------------------- | --------------------- | -------------------- | ----------------------- |
| 1                | Jo-Wilfried Tsonga                    | 5                     | 65                   |                         |
| 1                | Filip Krajinović                      | 7                     | 7                    |                         |
|                  |                                       |                       |                      |                         |
| 2                | Benoît Paire                          | 3                     | 3                    |                         |
| 2                | Novak Djokovic                        | 6                     | 6                    |                         |
|                  |                                       |                       |                      |                         |
| 3 (sans enjeu)   | Pierre-Hugues Herbert - Nicolas Mahut | 6                     | 6                    |                         |
| 3 (sans enjeu)   | Janko Tipsarević - Viktor Troicki     | 4                     | 4                    |                         |

Groupe B
| # | Pays    | Renctr (V - D) | Matchs (V - D) | Sets (G - P) | Jeux (G - P) |
| - | ------- | -------------- | -------------- | ------------ | ------------ |
| 1 | Espagne | 2-0            | 5-1            | 11-2         | 77-53        |
| 2 | Russie  | 1-1            | 4-2            | 8-6          | 78-72        |
| 3 | Croatie | 0-2            | 0-6            | 1-12         | 49-79        |

|  | Équipe 1 | Score | Équipe 2 |  |
|  | Croatie  | 0 – 3 | Russie   |  |

| Ordre des matchs | Joueurs                         | Points au premier set | Points au second set | Points au troisième set |
| ---------------- | ------------------------------- | --------------------- | -------------------- | ----------------------- |
| 1                | Borna Gojo                      | 3                     | 3                    |                         |
| 1                | Andrey Rublev                   | 6                     | 6                    |                         |
|                  |                                 |                       |                      |                         |
| 2                | Borna Ćorić                     | 7                     | 4                    | 4                       |
| 2                | Karen Khachanov                 | 64                    | 6                    | 6                       |
|                  |                                 |                       |                      |                         |
| 3 (sans enjeu)   | Ivan Dodig - Nikola Mektić      | 63                    | 4                    |                         |
| 3 (sans enjeu)   | Karen Khachanov - Andrey Rublev | 7                     | 6                    |                         |

|  | Équipe 1 | Score | Équipe 2 |  |
|  | Espagne  | 2 – 1 | Russie   |  |

| Ordre des matchs | Joueurs                             | Points au premier set | Points au second set | Points au troisième set |
| ---------------- | ----------------------------------- | --------------------- | -------------------- | ----------------------- |
| 1                | Roberto Bautista-Agut               | 6                     | 3                    | 60                      |
| 1                | Andrey Rublev                       | 3                     | 6                    | 7                       |
|                  |                                     |                       |                      |                         |
| 2                | Rafael Nadal                        | 6                     | 7                    |                         |
| 2                | Karen Khachanov                     | 3                     | 67                   |                         |
|                  |                                     |                       |                      |                         |
| 3                | Marcel Granollers - Feliciano López | 6                     | 7                    |                         |
| 3                | Karen Khachanov - Andrey Rublev     | 4                     | 65                   |                         |

|  | Équipe 1 | Score | Équipe 2 |  |
|  | Croatie  | 0 – 3 | Espagne  |  |

| Ordre des matchs | Joueurs                          | Points au premier set | Points au second set | Points au troisième set |
| ---------------- | -------------------------------- | --------------------- | -------------------- | ----------------------- |
| 1                | Nikola Mektić                    | 1                     | 3                    |                         |
| 1                | Roberto Bautista-Agut            | 6                     | 6                    |                         |
|                  |                                  |                       |                      |                         |
| 2                | Borna Gojo                       | 4                     | 3                    |                         |
| 2                | Rafael Nadal                     | 6                     | 6                    |                         |
|                  |                                  |                       |                      |                         |
| 3 (sans enjeu)   | Ivan Dodig - Mate Pavić          | 3                     | 4                    |                         |
| 3 (sans enjeu)   | Marcel Granollers - Rafael Nadal | 6                     | 6                    |                         |

Groupe C
| # | Pays      | Renctr (V - D) | Matchs (V - D) | Sets (G - P) | Jeux (G - P) |
| - | --------- | -------------- | -------------- | ------------ | ------------ |
| 1 | Allemagne | 2-0            | 5-1            | 11-4         | 90-77        |
| 2 | Argentine | 1-1            | 3-3            | 8-6          | 78-65        |
| 3 | Chili     | 0-2            | 1-5            | 2-11         | 55-81        |

|  | Équipe 1  | Score | Équipe 2 |  |
|  | Argentine | 3 – 0 | Chili    |  |

| Ordre des matchs | Joueurs                                 | Points au premier set | Points au second set | Points au troisième set |
| ---------------- | --------------------------------------- | --------------------- | -------------------- | ----------------------- |
| 1                | Guido Pella                             | 6                     | 6                    |                         |
| 1                | Nicolás Jarry                           | 4                     | 3                    |                         |
|                  |                                         |                       |                      |                         |
| 2                | Diego Schwartzman                       | 6                     | 6                    |                         |
| 2                | Cristian Garín                          | 2                     | 2                    |                         |
|                  |                                         |                       |                      |                         |
| 3 (sans enjeu)   | Máximo González - Leonardo Mayer        | 6                     | 7                    |                         |
| 3 (sans enjeu)   | Hans Podlipnik-Castillo - Nicolás Jarry | 3                     | 5                    |                         |

|  | Équipe 1  | Score | Équipe 2  |  |
|  | Argentine | 0 – 3 | Allemagne |  |

| Ordre des matchs | Joueurs                          | Points au premier set | Points au second set | Points au troisième set |
| ---------------- | -------------------------------- | --------------------- | -------------------- | ----------------------- |
| 1                | Guido Pella                      | 6                     | 3                    | 4                       |
| 1                | Philipp Kohlschreiber            | 1                     | 6                    | 6                       |
|                  |                                  |                       |                      |                         |
| 2                | Diego Schwartzman                | 3                     | 68                   |                         |
| 2                | Jan-Lennard Struff               | 6                     | 7                    |                         |
|                  |                                  |                       |                      |                         |
| 3 (sans enjeu)   | Máximo González - Leonardo Mayer | 7                     | 62                   | 618                     |
| 3 (sans enjeu)   | Kevin Krawietz - Andreas Mies    | 64                    | 7                    | 7                       |

|  | Équipe 1  | Score | Équipe 2 |  |
|  | Allemagne | 2 – 1 | Chili    |  |

| Ordre des matchs | Joueurs                               | Points au premier set | Points au second set | Points au troisième set |
| ---------------- | ------------------------------------- | --------------------- | -------------------- | ----------------------- |
| 1                | Philipp Kohlschreiber                 | 6                     | 6                    |                         |
| 1                | Nicolás Jarry                         | 4                     | 3                    |                         |
|                  |                                       |                       |                      |                         |
| 2                | Jan-Lennard Struff                    | 7                     | 67                   | 68                      |
| 2                | Cristian Garín                        | 63                    | 7                    | 7                       |
|                  |                                       |                       |                      |                         |
| 3                | Kevin Krawietz - Andreas Mies         | 7                     | 6                    |                         |
| 3                | Tomás Barrios Vera - Alejandro Tabilo | 63                    | 2                    |                         |

Groupe D
| # | Pays      | Renctr (V - D) | Matchs (V - D) | Sets (G - P) | Jeux (G - P) |
| - | --------- | -------------- | -------------- | ------------ | ------------ |
| 1 | Australie | 2-0            | 5-1            | 10-3         | 66-56        |
| 2 | Belgique  | 1-1            | 3-3            | 7-7          | 71-62        |
| 3 | Colombie  | 0-2            | 1-5            | 4-11         | 66-84        |

|  | Équipe 1 | Score | Équipe 2 |  |
|  | Belgique | 2 – 1 | Colombie |  |

| Ordre des matchs | Joueurs                             | Points au premier set | Points au second set | Points au troisième set |
| ---------------- | ----------------------------------- | --------------------- | -------------------- | ----------------------- |
| 1                | Steve Darcis                        | 6                     | 6                    |                         |
| 1                | Santiago Giraldo                    | 3                     | 2                    |                         |
|                  |                                     |                       |                      |                         |
| 2                | David Goffin                        | 3                     | 6                    | 6                       |
| 2                | Daniel Elahi Galán                  | 6                     | 3                    | 3                       |
|                  |                                     |                       |                      |                         |
| 3 (sans enjeu)   | Sander Gillé - Joran Vliegen        | 7                     | 4                    | 63                      |
| 3 (sans enjeu)   | Juan Sebastián Cabal - Robert Farah | 65                    | 6                    | 7                       |

|  | Équipe 1  | Score | Équipe 2 |  |
|  | Australie | 3 – 0 | Colombie |  |

| Ordre des matchs | Joueurs                             | Points au premier set | Points au second set | Points au troisième set |
| ---------------- | ----------------------------------- | --------------------- | -------------------- | ----------------------- |
| 1                | Nick Kyrgios                        | 6                     | 6                    |                         |
| 1                | Alejandro González                  | 4                     | 4                    |                         |
|                  |                                     |                       |                      |                         |
| 2                | Alex De Minaur                      | 6                     | 6                    |                         |
| 2                | Daniel Elahi Galán                  | 4                     | 3                    |                         |
|                  |                                     |                       |                      |                         |
| 3 (sans enjeu)   | John Peers - Jordan Thompson        | 6                     | 3                    | 7                       |
| 3 (sans enjeu)   | Juan Sebastián Cabal - Robert Farah | 3                     | 6                    | 6                       |

|  | Équipe 1 | Score | Équipe 2  |  |
|  | Belgique | 1 – 2 | Australie |  |

| Ordre des matchs | Joueurs                      | Points au premier set | Points au second set | Points au troisième set |
| ---------------- | ---------------------------- | --------------------- | -------------------- | ----------------------- |
| 1                | Steve Darcis                 | 2                     | 69                   |                         |
| 1                | Nick Kyrgios                 | 6                     | 7                    |                         |
|                  |                              |                       |                      |                         |
| 2                | David Goffin                 | 0                     | 64                   |                         |
| 2                | Alex De Minaur               | 6                     | 7                    |                         |
|                  |                              |                       |                      |                         |
| 3 (sans enjeu)   | Sander Gillé - Joran Vliegen | 0                     |                      |                         |
| 3 (sans enjeu)   | John Peers - Jordan Thompson | 1                     | ab.                  |                         |

Groupe E
| # | Pays            | Renctr (V - D) | Matchs (V - D) | Sets (G - P) | Jeux (G - P) |
| - | --------------- | -------------- | -------------- | ------------ | ------------ |
| 1 | Grande-Bretagne | 2-0            | 4-2            | 10-5         | 84-71        |
| 2 | Kazakhstan      | 1-1            | 3-3            | 7-7          | 70-67        |
| 3 | Pays-Bas        | 0-2            | 2-4            | 5-10         | 74-90        |

|  | Équipe 1   | Score | Équipe 2 |  |
|  | Kazakhstan | 2 – 1 | Pays-Bas |  |

| Ordre des matchs | Joueurs                              | Points au premier set | Points au second set | Points au troisième set |
| ---------------- | ------------------------------------ | --------------------- | -------------------- | ----------------------- |
| 1                | Mikhail Kukushkin                    | 6                     | 6                    |                         |
| 1                | Botic van de Zandschulp              | 2                     | 2                    |                         |
|                  |                                      |                       |                      |                         |
| 2                | Alexander Bublik                     | 5                     | 6                    | 65                      |
| 2                | Robin Haase                          | 7                     | 3                    | 7                       |
|                  |                                      |                       |                      |                         |
| 3                | Alexander Bublik - Mikhail Kukushkin | 6                     | 7                    |                         |
| 3                | Robin Haase - Jean-Julien Rojer      | 4                     | 62                   |                         |

|  | Équipe 1        | Score | Équipe 2 |  |
|  | Grande-Bretagne | 2 – 1 | Pays-Bas |  |

| Ordre des matchs | Joueurs                            | Points au premier set | Points au second set | Points au troisième set |
| ---------------- | ---------------------------------- | --------------------- | -------------------- | ----------------------- |
| 1                | Andy Murray                        | 67                    | 6                    | 7                       |
| 1                | Tallon Griekspoor                  | 7                     | 4                    | 65                      |
|                  |                                    |                       |                      |                         |
| 2                | Daniel Evans                       | 6                     | 65                   | 4                       |
| 2                | Robin Haase                        | 3                     | 7                    | 6                       |
|                  |                                    |                       |                      |                         |
| 3                | Jamie Murray - Neal Skupski        | 6                     | 7                    |                         |
| 3                | Wesley Koolhof - Jean-Julien Rojer | 4                     | 6                    |                         |

|  | Équipe 1        | Score | Équipe 2   |  |
|  | Grande-Bretagne | 2 – 1 | Kazakhstan |  |

| Ordre des matchs | Joueurs                              | Points au premier set | Points au second set | Points au troisième set |
| ---------------- | ------------------------------------ | --------------------- | -------------------- | ----------------------- |
| 1                | Kyle Edmund                          | 6                     | 6                    |                         |
| 1                | Mikhail Kukushkin                    | 3                     | 3                    |                         |
|                  |                                      |                       |                      |                         |
| 2                | Daniel Evans                         | 7                     | 4                    | 1                       |
| 2                | Alexander Bublik                     | 5                     | 6                    | 6                       |
|                  |                                      |                       |                      |                         |
| 3                | Jamie Murray - Neal Skupski          | 6                     | 6                    |                         |
| 3                | Alexander Bublik - Mikhail Kukushkin | 1                     | 4                    |                         |

Groupe F
| # | Pays       | Renctr (V - D) | Matchs (V - D) | Sets (G - P) | Jeux (G - P) |
| - | ---------- | -------------- | -------------- | ------------ | ------------ |
| 1 | Canada     | 2-0            | 4-2            | 9-5          | 72-78        |
| 3 | États-Unis | 1-1            | 3-3            | 7-8          | 84-77        |
| 2 | Italie     | 0-2            | 2-4            | 7-10         | 95-96        |

|  | Équipe 1 | Score | Équipe 2 |  |
|  | Italie   | 1 – 2 | Canada   |  |

| Ordre des matchs | Joueurs                           | Points au premier set | Points au second set | Points au troisième set |
| ---------------- | --------------------------------- | --------------------- | -------------------- | ----------------------- |
| 1                | Fabio Fognini                     | 65                    | 5                    |                         |
| 1                | Vasek Pospisil                    | 7                     | 7                    |                         |
|                  |                                   |                       |                      |                         |
| 2                | Matteo Berrettini                 | 65                    | 7                    | 65                      |
| 2                | Denis Shapovalov                  | 7                     | 63                   | 7                       |
|                  |                                   |                       |                      |                         |
| 3 (sans enjeu)   | Matteo Berrettini - Fabio Fognini | 6                     | 3                    | 6                       |
| 3 (sans enjeu)   | Vasek Pospisil - Denis Shapovalov | 2                     | 6                    | 3                       |

|  | Équipe 1   | Score | Équipe 2 |  |
|  | États-Unis | 1 – 2 | Canada   |  |

| Ordre des matchs | Joueurs                           | Points au premier set | Points au second set | Points au troisième set |
| ---------------- | --------------------------------- | --------------------- | -------------------- | ----------------------- |
| 1                | Reilly Opelka                     | 65                    | 67                   |                         |
| 1                | Vasek Pospisil                    | 7                     | 7                    |                         |
|                  |                                   |                       |                      |                         |
| 2                | Taylor Fritz                      | 6                     | 3                    |                         |
| 2                | Denis Shapovalov                  | 7                     | 6                    |                         |
|                  |                                   |                       |                      |                         |
| 3 (sans enjeu)   | Sam Querrey - Jack Sock           |                       |                      |                         |
| 3 (sans enjeu)   | Vasek Pospisil - Denis Shapovalov | ff                    |                      |                         |

|  | Équipe 1   | Score | Équipe 2 |  |
|  | États-Unis | 2 – 1 | Italie   |  |

| Ordre des matchs | Joueurs                        | Points au premier set | Points au second set | Points au troisième set |
| ---------------- | ------------------------------ | --------------------- | -------------------- | ----------------------- |
| 1                | Reilly Opelka                  | 4                     | 7                    | 3                       |
| 1                | Fabio Fognini                  | 6                     | 64                   | 6                       |
|                  |                                |                       |                      |                         |
| 2                | Taylor Fritz                   | 5                     | 7                    | 6                       |
| 2                | Matteo Berrettini              | 7                     | 65                   | 2                       |
|                  |                                |                       |                      |                         |
| 3                | Sam Querrey - Jack Sock        | 64                    | 7                    | 6                       |
| 3                | Simone Bolelli - Andreas Seppi | 7                     | 62                   | 4                       |

#### Phase à élimination directe
La phase à élimination directe se déroule du 21 au 24 novembre.
|  | Quarts de finale 21 - 22 novembre | Quarts de finale 21 - 22 novembre |                 |   | Demi-finales 23 novembre | Demi-finales 23 novembre |  |  | Finale 24 novembre | Finale 24 novembre |
|  | Quarts de finale 21 - 22 novembre | Quarts de finale 21 - 22 novembre |                 |   | Demi-finales 23 novembre | Demi-finales 23 novembre |  |  | Finale 24 novembre | Finale 24 novembre |
|  |                                   |                                   |                 |   |                          |                          |  |  |                    |                    |
|  |                                   |                                   |                 |   |                          |                          |  |  |                    |                    |
|  |                                   |                                   |                 |   |                          |                          |  |  |                    |                    |
|  | Serbie                            | 1                                 |                 |   |                          |                          |  |  |                    |                    |
|  | Serbie                            | 1                                 |                 |   |                          |                          |  |  |                    |                    |
|  | Russie                            | 2                                 |                 |   |                          |                          |  |  |                    |                    |
|  | Russie                            | 2                                 | Russie          | 1 |                          |                          |  |  |                    |                    |
|  |                                   |                                   | Russie          | 1 |                          |                          |  |  |                    |                    |
|  |                                   | Canada                            | 2               |   |                          |                          |  |  |                    |                    |
|  | Australie                         | Canada                            | 2               | 1 |                          |                          |  |  |                    |                    |
|  | Australie                         |                                   |                 | 1 |                          |                          |  |  |                    |                    |
|  | Canada                            | 2                                 |                 |   |                          |                          |  |  |                    |                    |
|  | Canada                            | 2                                 | Canada          | 0 |                          |                          |  |  |                    |                    |
|  |                                   |                                   | Canada          | 0 |                          |                          |  |  |                    |                    |
|  |                                   | Espagne                           | 2               |   |                          |                          |  |  |                    |                    |
|  | Grande-Bretagne                   | Espagne                           | 2               | 2 |                          |                          |  |  |                    |                    |
|  | Grande-Bretagne                   |                                   |                 | 2 |                          |                          |  |  |                    |                    |
|  | Allemagne                         | 0                                 |                 |   |                          |                          |  |  |                    |                    |
|  | Allemagne                         | 0                                 | Grande-Bretagne | 1 |                          |                          |  |  |                    |                    |
|  |                                   |                                   | Grande-Bretagne | 1 |                          |                          |  |  |                    |                    |
|  |                                   | Espagne                           | 2               |   |                          |                          |  |  |                    |                    |
|  | Argentine                         | Espagne                           | 2               | 1 |                          |                          |  |  |                    |                    |
|  | Argentine                         |                                   |                 | 1 |                          |                          |  |  |                    |                    |
|  | Espagne                           | 2                                 |                 |   |                          |                          |  |  |                    |                    |
|  | Espagne                           | 2                                 |                 |   |                          |                          |  |  |                    |                    |

Quarts de finale
|  | Équipe 1 | Score | Équipe 2 |  |
|  | Serbie   | 1 – 2 | Russie   |  |

| Ordre des matchs | Joueurs                         | Points au premier set | Points au second set | Points au troisième set |
| ---------------- | ------------------------------- | --------------------- | -------------------- | ----------------------- |
| 1                | Filip Krajinović                | 1                     | 2                    |                         |
| 1                | Andrey Rublev                   | 6                     | 6                    |                         |
|                  |                                 |                       |                      |                         |
| 2                | Novak Djokovic                  | 6                     | 6                    |                         |
| 2                | Karen Khachanov                 | 3                     | 3                    |                         |
|                  |                                 |                       |                      |                         |
| 3                | Novak Djokovic - Viktor Troicki | 4                     | 6                    | 68                      |
| 3                | Karen Khachanov - Andrey Rublev | 6                     | 4                    | 7                       |

|  | Équipe 1        | Score | Équipe 2  |  |
|  | Grande-Bretagne | 2 – 0 | Allemagne |  |

| Ordre des matchs | Joueurs                       | Points au premier set | Points au second set | Points au troisième set |
| ---------------- | ----------------------------- | --------------------- | -------------------- | ----------------------- |
| 1                | Kyle Edmund                   | 6                     | 7                    |                         |
| 1                | Philipp Kohlschreiber         | 3                     | 5                    |                         |
|                  |                               |                       |                      |                         |
| 2                | Daniel Evans                  | 7                     | 3                    | 7                       |
| 2                | Jan-Lennard Struff            | 6                     | 6                    | 62                      |
|                  |                               |                       |                      |                         |
| 3 (sans enjeu)   | Jamie Murray - Neal Skupski   | Non                   | joué                 |                         |
| 3 (sans enjeu)   | Kevin Krawietz - Andreas Mies |                       |                      |                         |

|  | Équipe 1  | Score | Équipe 2 |  |
|  | Australie | 1 – 2 | Canada   |  |

| Ordre des matchs | Joueurs                           | Points au premier set | Points au second set | Points au troisième set |
| ---------------- | --------------------------------- | --------------------- | -------------------- | ----------------------- |
| 1                | John Millman                      | 67                    | 4                    |                         |
| 1                | Vasek Pospisil                    | 7                     | 6                    |                         |
|                  |                                   |                       |                      |                         |
| 2                | Alex De Minaur                    | 3                     | 6                    | 7                       |
| 2                | Denis Shapovalov                  | 6                     | 3                    | 5                       |
|                  |                                   |                       |                      |                         |
| 3                | John Peers - Jordan Thompson      | 4                     | 4                    |                         |
| 3                | Vasek Pospisil - Denis Shapovalov | 6                     | 6                    |                         |

|  | Équipe 1  | Score | Équipe 2 |  |
|  | Argentine | 1 – 2 | Espagne  |  |

| Ordre des matchs | Joueurs                          | Points au premier set | Points au second set | Points au troisième set |
| ---------------- | -------------------------------- | --------------------- | -------------------- | ----------------------- |
| 1                | Guido Pella                      | 63                    | 7                    | 6                       |
| 1                | Pablo Carreño Busta              | 7                     | 64                   | 1                       |
|                  |                                  |                       |                      |                         |
| 2                | Diego Schwartzman                | 1                     | 2                    |                         |
| 2                | Rafael Nadal                     | 6                     | 6                    |                         |
|                  |                                  |                       |                      |                         |
| 3                | Máximo González - Leonardo Mayer | 4                     | 6                    | 3                       |
| 3                | Marcel Granollers - Rafael Nadal | 6                     | 4                    | 6                       |

Demi-finales
|  | Équipe 1 | Score | Équipe 2 |  |
|  | Russie   | 1 – 2 | Canada   |  |

| Ordre des matchs | Joueurs                           | Points au premier set | Points au second set | Points au troisième set |
| ---------------- | --------------------------------- | --------------------- | -------------------- | ----------------------- |
| 1                | Andrey Rublev                     | 6                     | 6                    |                         |
| 1                | Vasek Pospisil                    | 4                     | 4                    |                         |
|                  |                                   |                       |                      |                         |
| 2                | Karen Khachanov                   | 4                     | 6                    | 4                       |
| 2                | Denis Shapovalov                  | 6                     | 4                    | 6                       |
|                  |                                   |                       |                      |                         |
| 3                | Andrey Rublev - Karen Khachanov   | 3                     | 6                    | 65                      |
| 3                | Vasek Pospisil - Denis Shapovalov | 6                     | 3                    | 7                       |

|  | Équipe 1        | Score | Équipe 2 |  |
|  | Grande-Bretagne | 1 – 2 | Espagne  |  |

| Ordre des matchs | Joueurs                        | Points au premier set | Points au second set | Points au troisième set |
| ---------------- | ------------------------------ | --------------------- | -------------------- | ----------------------- |
| 1                | Kyle Edmund                    | 6                     | 7                    |                         |
| 1                | Feliciano López                | 3                     | 63                   |                         |
|                  |                                |                       |                      |                         |
| 2                | Daniel Evans                   | 4                     | 0                    |                         |
| 2                | Rafael Nadal                   | 6                     | 6                    |                         |
|                  |                                |                       |                      |                         |
| 3                | Jamie Murray - Neal Skupski    | 63                    | 68                   |                         |
| 3                | Rafael Nadal - Feliciano López | 7                     | 7                    |                         |

Finale
La finale de la Coupe Davis 2019 se joue entre l'Espagne et le Canada.
|  | Équipe 1 | Score | Équipe 2 |  |
|  | Canada   | 0 – 2 | Espagne  |  |

### Barrages
Les barrages voient s'affronter les nations ayant perdu lors de la phase qualificative (PQ) et les équipes des "Groupe I" de leur zone géographique respective de façon aléatoire. Les nations victorieuses sont qualifiées pour la phase qualificative 2020-2021. Les nations vaincues participent au "Groupe mondial I". Les barrages se déroulent du 13 au 15 septembre.
Exceptionnellement, compte-tenu du fait qu'il s'agit de la 1re édition des barrages dans ce format, les équipes sont choisies en fonction de leur classement et non du résultat lors de l'édition précédente.
| Lieu             | Surface             | Hôtes                   | Score            | Visiteurs              | FdM              |
| Europe / Afrique | Europe / Afrique    | Europe / Afrique        | Europe / Afrique | Europe / Afrique       | Europe / Afrique |
| ---------------- | ------------------- | ----------------------- | ---------------- | ---------------------- | ---------------- |
| Zenica*          | dur (int.)          | Bosnie-Herzégovine (PQ) | 2 - 3            | Tchéquie (PQ)          | [ FdM 38 ]       |
| Stockholm        | dur (int.)          | Suède (PQ)              | 3 - 1            | Israël                 | [ FdM 39 ]       |
| Espoo            | dur (int.)          | Finlande                | 2 - 3            | Autriche (PQ)          | [ FdM 40 ]       |
| Budapest         | terre battue (ext.) | Hongrie (PQ)            | 3 - 2            | Ukraine                | [ FdM 41 ]       |
| Bratislava*      | terre battue (int.) | Slovaquie (PQ)          | 3 - 1            | Suisse (PQ)            | [ FdM 42 ]       |
| Minsk            | dur (int.)          | Biélorussie             | 3 - 2            | Portugal (PQ)          | [ FdM 43 ]       |
| Amériques        |                     |                         |                  |                        |                  |
| Criciúma*        | terre battue (ext.) | Brésil (PQ)             | 3 - 1            | Barbade                | [ FdM 44 ]       |
| Doral, FL*1      | dur (ext.)          | Venezuela               | 0 - 4            | Équateur               | [ FdM 45 ]       |
| Montevideo       | terre battue (ext.) | Uruguay                 | 3 - 1            | République dominicaine | [ FdM 46 ]       |
| Asie / Océanie   |                     |                         |                  |                        |                  |
| Noursoultan*2    | dur (int.)          | Pakistan                | 0 - 4            | Inde (PQ)              | [ FdM 47 ]       |
| Jounieh**        | terre battue (ext.) | Liban                   | 2 - 3            | Ouzbékistan (PQ)       | [ FdM 48 ]       |
| Guiyang          | dur (int.)          | Chine (PQ)              | 1 - 3            | Corée du Sud           | [ FdM 49 ]       |

* les équipes qui se rencontrent pour la 1re fois dans l'histoire de la compétition tirent au sort la nation qui reçoit.
** Le Liban et l'Ouzbékistan s'étant rencontrés en 1994 sur terrain neutre, un tirage au sort détermine la nation qui reçoit.
*1 Compte-tenu de la crise économique et politique qui secoue le Venezuela, l'équipe vénézuélienne, qui devait recevoir à domicile l'Équateur, a disputé cette rencontre aux États-Unis, dans l'aire métropolitaine de Miami.
*2 La rencontre entre le Pakistan et l'Inde, qui devait se tenir mi-septembre à Islamabad, a été ajournée aux 29 et 30 novembre 2019 en raison des tensions politiques entre les deux pays. L'Inde refuse d'envoyer ses sportifs au Pakistan et a demandé à ce titre de disputer cette rencontre sur terrain neutre. L'ITF décide finalement de déplacer la rencontre à Noursoultan au Kazakhstan. La dernière rencontre ayant eu lieu à Bombay en 2006, c'est la 1re fois depuis 1964 que les deux équipes doivent s'affronter au Pakistan.